# 当直医
当直医（とうちょくい）とは、病院や診療所において、通常の診療時間外（主として夜間や休祝日等）に勤務する医師のことである。
当直医のうち、夜間勤務する者を「宿直医」、休祝日等の日中に勤務する者を「日直医」と呼び分けることもある。本項では、日本における当直医について解説する。

## 勤務の実態
夜間・休日の医師の勤務形態としては、交代制勤務や、昼間に勤務した医師が夜まで残って当直業務を行う勤務形態が考えられる。医療関係者によると、入院施設を持つ病院の中で医師の交代制を敷く病院の数は少なく、多くの病院では日勤勤務医師が当直を行い、次の日勤勤務までを継続して行うという勤務形態が常態化している。
日勤で勤務し、そのまま夜間の当直勤務（ほぼ不眠）を行い、その翌日も普段どおりの勤務を行い（昼で終了できる場合もあるが多くはそのまま夕方以降まで）、さらにその日の夜に患者の容態が悪化すればまた病院へ出向く必要がある日もある。病院を利用する一般の人間がこの事情をどこまで理解しているのかは定かではない。
- 労働基準法における当直医の許可基準については、当直#病院における当直勤務を参照。

## 当直医業務に関する問題点
前述のように、日本の病院での勤務実態は、多くが日勤勤務医師が夜間にも続けて勤務する形態である。これは救急指定病院においても例外でなく、地域によっても異なるが、夜間に来院する患者の多い病院では夜中に医師が一睡もできずに次の日勤帯の勤務に入るという事例もよくみられる（これは前項の、労働基準法に定められた宿日直業務の範囲を超えたものである）。これが医師の過重労働、また過労死、医療事故の一因ともなっている。
救急指定を受けていない病院でも、入院患者の急変の可能性はあり、また、たとえ診察時間外であっても来院した救急患者を拒むことは応召義務によりできないと解釈されている。
長時間連続勤務を防ぐため、交代制勤務の導入が望まれているが、病院開設者の立場からは、医療費抑制政策の影響や医師不足の顕在化もあり、交代制勤務が可能となるほどの医師の確保は難しい。そのため、夜間・休日の医師業務は医師の献身的努力に依存しているのが現状である。
このような実態を受け、条件闘争を行い結果として医師が病院を去ったケースや、静岡県の公立病院に勤務する医師が病院長と事務局長を不当労働行為にて刑事告訴したケースがある。